# Griespas
De Griespas (2469 m) (Italiaans: Passo del Gries, Duits: Griespass) is een bergpas die de verbinding vormt tussen het Italiaanse Val Formazza en het Zwitserse Rhônedal. Vanuit het noorden is de pas te bereiken via de geasfalteerde weg naar de Nufenenpas. Enkele kilometers onder de top van deze pas takt naar rechts een weg af richting de in 1961 gebouwde stuwdam van de Griessee. Deze weg is echter niet voor verkeer geopend. Vanaf de dam (2386 m) kan de Griespas over een goed wandelpad bereikt worden. Vanuit Italië is de pas te bereiken via een wandelpad dat door het Valle di Morasco voert.
Al in de bronstijd vormde de Griespas een belangrijke doorgangsroute, ook de Romeinen maakten gebruik van de pas. In de 13e eeuw bereikten de inwoners van het Duitstalige Wallis via deze pas het Val Formazza en stichtten hier enkele nederzettingen (Pomatt) waar vandaag de dag nog Walserduits gesproken wordt. Na de opening van de Gotthardtunnel verloor de Griespas snel zijn belang. Ten oosten van de pashoogte ligt de Cornopas (2560 m) die vaak in combinatie met de Griespas gelopen wordt.
Agnello · Aprica · Assietta · Baremone · Brenner · Brocon · Cadibona · Capannelle · Campolongo · Costalunga · Croce Dominii · Cuvignone · Duran · Esischie · Falzarego · Fauniera · Fedaia · Finestre · Forcola di Livigno · Foscagno · Gardena · Gavia · Giau · Giogo di Bala · Grote Sint-Bernhard · Jaufen · Joux · Kleine Sint-Bernhard · Lavaze · Leonessa · Lombarda · Maddalena · Manghen · Maniva · Mendel · Montgenèvre · Mont-Cenis · Monte Cristo · Mortirolo · Nigra · Nivolet · Penser Joch · Platigliolepas · Pfitscherjoch · Plöcken · Pordoi · Pratoriscio · Predil · Presolana · Reschen · Rolle · Sampeyre · San Carlo · San Marco · San Pellegrino · San Zeno · Scale · Sella · Sestriere · Sommeiller · Splügen · Staller Sattel · Staulanza · Stelvio · Tenda · Timmelsjoch · Tonale · Tre Croci · Tremalzo · Umbrail · Val Bighera · Valcavera · Valles · Valparola · Via del Sale · Vivione · Würz
Albrun · Albula · Alpe Gesero · Bernina · Brünig · Chasseral · Croix · Ferret · Flüela · Forclaz · Furka · Furggu · Gemmi · Glas · Glaubenberg ·  Glaubenbüelen · Gries · Grimsel · Grote Scheidegg · Grote St.-Bernhard · Gurnigel · Gueulaz · Jaun · Julier · Klausen · Kleine Scheidegg · Kunkel · Lenzerheidepas · Livigno · Lukmanier · Maloja · Moosalp · Morgins · Mosses · · Saanenmöser · Neggia · Nufenen · Oberalp · Ofen · Pillon · Planches · Pragel · San Bernardino · Sanetsch · Schallenberg · Simplon · Sint-Gotthard · Splügen · Susten · Umbrail · Vue des Alpes · Wolfgang